# Automolis subpallens
Automolis subpallens là một loài bướm đêm thuộc phân họ Arctiinae, họ Erebidae.